# Morens
Pour l’article ayant un titre homophone, voir Morrens.
Morens (Morin  en patois fribourgeois) est une localité et une ancienne commune suisse du canton de Fribourg, située dans le district de la Broye.

## Géographie
Selon l'Office fédéral de la statistique, l'ancienne commune de Morens mesurait 2,6 km2. 16,2 % de cette superficie correspond à des surfaces d'habitat ou d'infrastructure, 66,5 % à des surfaces agricoles, 16,2 % à des surfaces boisées et 1,2 % à des surfaces improductives.

## Histoire
Précédemment occupé depuis l'époque romaine, le village de Morens dépend, dès le Moyen Âge, de la seigneurie de Bussy. Par la suite, il est incorporé dans le bailliage d'Estavayer entre 1536 et 1798, puis au district d'Estavayer jusqu'en 1848 où il est constitué en commune.
Le 1er janvier, la commune fusionne avec celles d'Estavayer-le-Lac, de Bussy, de Murist, de Rueyres-les-Prés, de Vuissens et  de Vernay pour former la nouvelle commune d'Estavayer.

## Démographie
Selon l'Office fédéral de la statistique, Morens compte 154 habitants en  2022. Sa densité de population atteint 59 hab./km2.
Le graphique suivant résume l'évolution de la population de Morens entre 1850 et 2008 :